# Paul Jabara

Paul Jabara

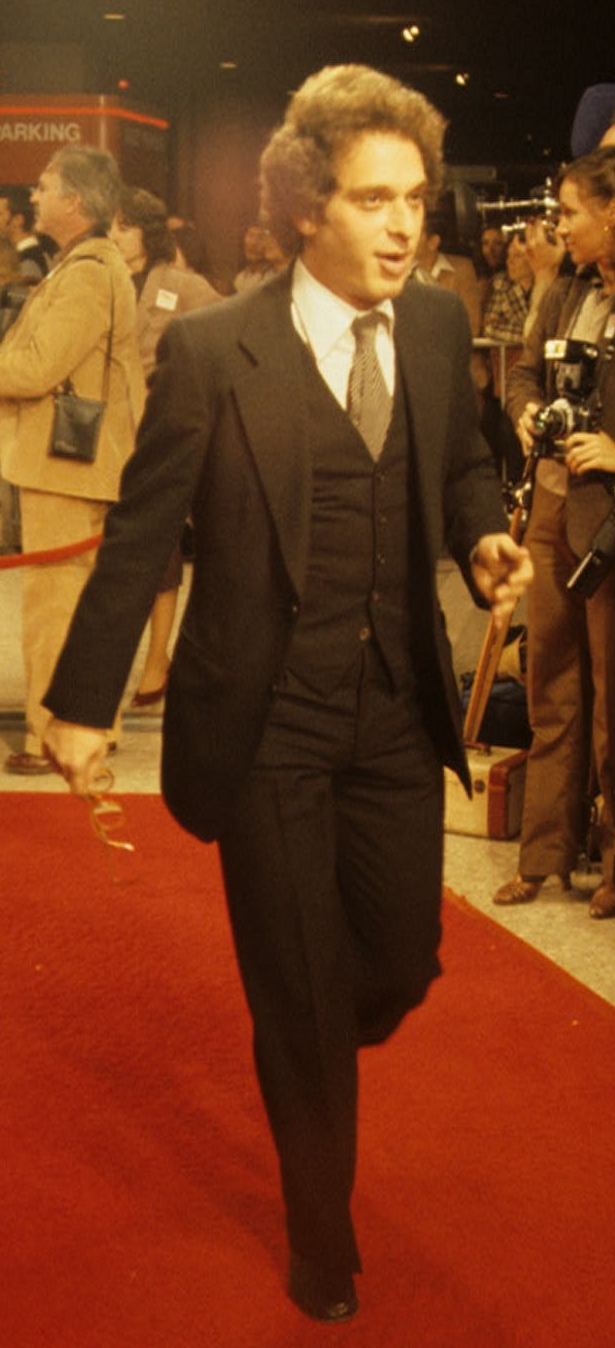
Paul Jabara bei der Premiere des Films The Rose, 1979

Paul Frederick Jabara (* 31. Januar 1948 in Brooklyn, New York City; † 29. September 1992 in Los Angeles) war ein US-amerikanischer Schauspieler, Sänger, Songwriter und Komponist.

## Leben
Jabara absolvierte eine Ausbildung zum Schauspieler. Er gehörte zur Originaltruppe der zwei Musicals Hair und Jesus Christ Superstar. Er übernahm die Rolle von Frank-N-Furter in der Los-Angeles-Produktion der Rocky Horror Show, als Tim Curry die Show verließ, um in der Filmversion in England mitzuspielen. Im Jahr 1969 spielte Jabara in dem Film Asphalt-Cowboy (Midnight Cowboy) von John Schlesinger mit. Im gleichen Jahr erhielt er eine Hauptrolle in Pier Paolo Pasolinis Film Medea mit Maria Callas und Massimo Girotti und spielte hier den Pelias. 1974 spielte er wieder eine Rolle in einem Film von Regisseur John Schlesinger in Der Tag der Heuschrecke, wo er das Lied Hot Voo-Doo sang. Für den Film Thank God It’s Friday komponierte er 1978 den Soundtrack und spielte hier die Rolle des Discogängers Carls, und war als Sänger auf dem Soundtrack-Album des Films vertreten. Im Jahr 1981 trat er in einem weiteren Film von John Schlesinger auf und spielte in Honky Tonk Freeway den Lkw-Fahrer T.J. Tupus.
Neben seiner Tätigkeit als Schauspieler veröffentlichte er mehrere Singles und Studioalben als Sänger. Zudem schrieb er als Songwriter verschiedene Lieder für andere Künstler wie Barbra Streisand, Diana Ross und Donna Summer. Das Lied It’s Raining Men schrieb Jabara ursprünglich 1979 gemeinsam mit Paul Shaffer und im Lauf der Jahre bis 1982 boten sie dann Diana Ross, Donna Summer, Cher und auch Barbra Streisand den Disco-Song an, die ihn ablehnten, bis Martha Wash und Izora Armstead ihn aufnahmen. Die Veröffentlichung des Liedes war am 10. September 1982. Jabara verstarb 1992 in Los Angeles an den Folgen von AIDS.

## Werke (Auswahl)

### Singles
- 1977: Shut Out, Duett mit Donna Summer
- 1977: Dance
- 1977: Slow Dancing
- 1978: Dancin’ (Lift Your Spirits Higher)
- 1978: Pleasure Island
- 1978: Take Good Care of My Baby / What’s a Girl to Do Paul Jabara & Pattie Brooks
- 1978: Trapped in a Stairway
- 1978: Disco Queen
- 1979: Never Lose Your Sense Of Humor, Duett mit Donna Summer
- 1979: Disco Wedding
- 1982: Take Me Home w/ Brenda & The Tabulations

### Studioalben
- 1977: Shut Out (Casablanca Records)
- 1978: Keeping Time (Casablanca Records)
- 1979: The Third Album (Casablanca Records, 1979)
- 1983: Paul Jabara & Friends (featuring The Weather Girls, Leata Galloway & Whitney Houston) (CBS Records)
- 1986: De La Noche: The True Story – A Poperetta (featuring Leata Galloway) (CBS Records)

### Soundtracks
- 1978: Various Artists – Original Soundtrack – Thank God It’s Friday (zwei Tracks als Performer, vier als Komponist, Casablanca Records)
- 1989: Greatest Hits… and Misses (Casablanca Records/PolyGram, posthum)
- 1994: The Casablanca Records Story (PolyGram, posthum)
- Mother, Jugs and Speed Soundtrack (Dance)

## Auszeichnungen und Preise (Auswahl)
- Oscarverleihung 1979 Sieger in der Kategorie Bester Song für Last Dance aus Gottseidank, es ist Freitag (Thank God It’s Friday)
- Grammy Awards 1979: Bester R&B-Song (Best R&B Song) für Last Dance, gesungen von Donna Summer
- Golden Globe Awards 1979: Sieger in der Kategorie Bester Filmsong für Last Dance aus Gottseidank, es ist Freitag (Thank God It’s Friday)
- Golden Globe Awards 1980: Nominierung als Bester Filmsong für The Main Event aus Was, du willst nicht? (The Main Event) – Paul Jabara und Bruce Roberts

## Filmografie
- 1969: Medea
- 1973: Blu Gang
- 1974: Brooklyn Blues – Das Gesetz der Gosse (The Lords of Flatbush)